# Cerro Gaucho
Der Cerro Gaucho (spanisch) ist ein Hügel im Grahamland auf der Antarktischen Halbinsel. Nordnordöstlich des Mount Reece ragt er unmittelbar östlich des Cerro Pardo auf.
Argentinische Wissenschaftler benannten ihn. Der weitere Benennungshintergrund ist nicht überliefert.